# Gabriel Drageon
Gabriel Marie André Drageon, né à Toulon le 22 octobre 1873 où il est mort le 21 mai 1935, est un peintre et aquarelliste français.

## Biographie
Élève de Casimir Raymond, membre de l'Académie du Var depuis 1895, il expose des aquarelles et des marines au Salon des artistes français dès 1908. 
Il est nommé peintre officiel de la Marine en 1925.
Une rue de Toulon porte son nom.